# العلاقات الغواتيمالية القرغيزستانية
العلاقات الغواتيمالية القيرغيزستانية هي العلاقات الثنائية التي تجمع بين غواتيمالا وقيرغيزستان.

## مقارنة بين البلدين
هذه مقارنة عامة ومرجعية للدولتين:
| وجه المقارنة                                              | غواتيمالا       | قيرغيزستان                      |
| --------------------------------------------------------- | --------------- | ------------------------------- |
| المساحة (كم2)                                             | 108.89 ألف      | 199.95 ألف                      |
| عدد السكان (نسمة)                                         | 17.26 مليون     | 6.20 مليون                      |
| الكثافة السكانية (ن./كم²)                                 | 158.51          | 31.01                           |
| العاصمة                                                   | غواتيمالا       | بيشكك                           |
| اللغة الرسمية                                             | اللغة الإسبانية | اللغة الروسية، اللغة القيرغيزية |
| العملة                                                    | كتزال غواتيمالي | سوم قيرغيزستاني                 |
| الناتج المحلي الإجمالي (بليون دولار)                      | 75.62 مليار     | 7.56 مليار                      |
| الناتج المحلي الإجمالي (تعادل القوة الشرائية) بليون دولار | 126.21 مليار    | 20.45 مليار                     |
| الناتج المحلي الإجمالي الاسمي للفرد دولار أمريكي          | 3.90 ألف        | 1.10 ألف                        |
| الناتج المحلي الإجمالي للفرد دولار أمريكي                 | 7.45 ألف        |                                 |
| مؤشر التنمية البشرية                                      | 0.627           | 0.655                           |
| رمز المكالمات الدولي                                      | +502            | +996                            |
| رمز الإنترنت                                              | .gt             | .kg                             |
| المنطقة الزمنية                                           | 00              | ت ع م+06:00                     |

## منظمات دولية مشتركة
يشترك البلدان في عضوية مجموعة من المنظمات الدولية، منها:
| علم المنظمة | اسم المنظمة                        | تاريخ انضمام غواتيمالا | تاريخ انضمام قيرغيزستان |
| ----------- | ---------------------------------- | ---------------------- | ----------------------- |
|             | مؤسسة التنمية الدولية              | 27 أبريل 1961          | 24 سبتمبر 1992          |
|             | يونسكو                             | 2 يناير 1950           | 2 يونيو 1992            |
|             | وكالة ضمان الاستثمار متعدد الأطراف | 11 يوليو 1996          | 21 سبتمبر 1993          |
|             | الأمم المتحدة                      | 21 نوفمبر 1945         | 2 مارس 1992             |
|             | الاتحاد البريدي العالمي            | ?                      | ?                       |
|             | البنك الدولي للإنشاء والتعمير      | 28 ديسمبر 1945         | 18 سبتمبر 1992          |
|             | الاتحاد الدولي للاتصالات           | 10 يوليو 1914          | 20 يناير 1994           |
|             | منظمة حظر الأسلحة الكيميائية       | ?                      | ?                       |
|             | مؤسسة التمويل الدولية              | 20 يوليو 1956          | 11 فبراير 1993          |
|             | منظمة التجارة العالمية             | ?                      | ?                       |
|             | منظمة الشرطة الجنائية الدولية      | ?                      | ?                       |

## وصلات خارجية
- موقع وزارة الخارجية الغواتيمالية
- موقع وزارة الخارجية القيرغيزستانية